# 3-тя козача пластунська дивізія (Третій Рейх)
3-тя козача пластунська дивізія (нім. 3. Kosaken-Plastun[Infanterie]-Division) — військове тактичне з'єднання колаборантів Вермахту періоду Другої світової війни, що складався з козаків.

## Історія
У лютому 1945 одночасно з формуванням 15-го козачого кавалерійського корпусу СС Головного оперативного управління СС на базі 5-го донського полку розпочали формувати Окрему козачу пластунську бригаду ім. полковника І. Н. Кононова на базі 360-го Козачого полку гренадерів полковника Евальда фон Рентельна чисельністю 700 осіб. У березні-квітні 1945 бригаду реорганізували у 3-тю козачу пластунську дивізію. Її командиром став полковник І. Н. Кононов (березень), згодом полковник фон Рентельн, після якого підполковник І. Г. Борисов; начальник штабу майор Гліб Сацюк. У квітні 1945 генерал-майор Кононов покинув бригаду, що б виконувати функцію похідного отамана РОА. Він не приступив до виконання своїх обов'язків (за однією версією не віднайшов своїх частин, за іншою просто втік). Від німецького командування був присутнім майор фон Ріттберг. Чисельність дивізії сягала 7.000 осіб. До неї увійшли 7-й пластунський полк військового старшини Захарова, 8-й пластунський полк осавула Сахарова (полковник Некрасов), 9-й калмицький полк кавалерії полковника Гоерста (військовий старшина Назаров), що походив з Калмицького кавалерійського корпусу, 3-й розвідувальний батальйон ротмістра Бондаренка (колишній 1-й батальйон 5-го полку), можливо, артилерійський батальйон.
Підрозділи дивізії стаціонувались в західних регіонах Югославії, де в долині Драви вели бої проти партизан Йосипа Броз Тіто, військ Болгарії, що придналась до антигітлерівської коаліції. Через побоювання потрапляння у полон до Червоної армії дивізія перейшла до Австрії, де на початку травня здалась британським підрозділам. Вже 28 травня бійці дивізії були передані підрозділам СМЕРШ. Через це частина козаків здійснили самогубство, зокрема, полковник І. Г. Борисов.